# 宿星的女朋友
《宿星的女朋友》是由mirai在發售2018年7月27日的戀愛冒險類型成人遊戲，第2作《宿星的女朋友2》於2018年12月21日發售，第3作《宿星的女朋友3》於2019年7月26日發售。2020年3月27日發售合集版《宿星的女朋友ALLSTAR》，新增芙慈子篇。

## 故事
從前由於惡魔們的出現，人們為此成立秘密組織「閃亮星空會」（煌めく星空の会）並指派魔法少女「群星」擊退惡魔。高杉星司在因緣際會成為魔法少女的同伴，但也因此使兩人必需在1公尺內一起行動。兩人為此便開始展開同居生活，一起對抗率領惡魔的魔神。

## 角色

### 主要角色
高杉星司
本作的男主角，平池學園的學生。
上泉夕里
身高：157cm，三圍：85/54/85，生日：2月28日，血型：O型
第1作的女主角，星司的同學，閃亮星空會的群星「參宿七」。
瑪亞・克利燕科
身高：165cm，三圍：89/58/88，生日：10月2日，血型：AB型
第2作的女主角，與魔神訂下契約要打倒群星的魔法少女。後來轉學到星司的班級，加入閃亮星空會。
佐竹鹿子
身高：154cm，三圍：81/52/83，生日：7月27日，血型：A型
第3作的女主角，星司的學妹，閃亮星空會的群星「危宿一」。

### 其他角色
與那嶺芙慈子（聲優：新田優羽）
星司的班級老師兼校醫，前任的群星「泣二」，在退役後成為閃亮星空會的後勤人員。
佩特拉・格林恩（聲優：小鳥居夕花）
瑪亞以前就讀在家鄉學校時的學妹。

## 主題曲
第1作片頭曲「Magical Girl☆Conflict」
作詞、作曲、編曲：，主唱：松下
第2作片頭曲
作詞：john=hive，作曲、編曲：void，主唱：nayuta
第3作片頭曲「 Take My Heart!!」
作詞：狐夢想，作曲、編曲：，主唱：
芙慈子篇片頭曲「Chu's me! trilogy!」
作詞、作曲、編曲：，主唱：松下
第1作片尾曲「星空memories!」
作詞：amatsuuni，作曲、編曲：BASSICK，主唱：
第2作片尾曲「HAPPY✩SHINING DAYS!」
作詞：，作曲：長月杏，編曲：，主唱：
第3作片尾曲
作詞：，作曲、編曲：棚井翁，主唱：yuiko
芙慈子篇片尾曲「TOKI-MEKI☆」
作詞：，作曲：棚井翁、藤井亮太，編曲：棚井翁，主唱：丸恋夢子

## 評價
《宿星的女朋友》在萌系遊戲大賞中獲得主題歌獎金獎、繪圖獎金獎。另外在由Getchu.com舉辦的美少女遊戲大賞2018中獲得角色部門上泉夕里第18名。

## 外部連結
- 官方網站（页面存档备份，存于）（日語）